# Trairi (ort)
Trairi är en ort i Brasilien.   Den ligger i kommunen Trairi och delstaten Ceará, i den östra delen av landet, 1 700 km nordost om huvudstaden Brasília. Trairi ligger 9 meter över havet och antalet invånare är 23 126.
Terrängen runt Trairi är huvudsakligen platt. Trairi ligger nere i en dal. Det finns inga andra samhällen i närheten.
Omgivningarna runt Trairi är huvudsakligen savann. Runt Trairi är det ganska tätbefolkat, med 60 invånare per kvadratkilometer.